# Вильчинскас, Юозас
Юозас Вильчинскас (29 июля 1909, Вильна — 9 июня 1992, Лондон) — литовский инженер татарского происхождения, зарубежный общественный и политический деятель.

## Биография
Родился в семье польско-литовских татар. Его отец, Самуил Вильчинскас, был начальником железнодорожной станции Жаслий.
Во время Первой мировой войны жил с родителями в России, а затем в 1919 году вернулся в Литву. В 1942 году окончил Университет Витовта Великого, после чего стал работать инженером-строителем.
Собирал историко-этнографический материал о литовских татарах: рукописные книги, фотографии, предметы быта и многое другое, что свидетельствует о прошлом, обычаях, религиозных обрядах. Своей целью ставил создание рядом с мечетью небольшого музея. Собрал целую библиотеку книг о татарах.
Некоторое время работал на железнодорожной станции Йонишкис с 1931 по 1940 год в отделе водоснабжения и канализации Каунасского городского самоуправления, которым руководил Стяпонас Кайрис.
В 1944 году эмигрировал сперва в Австрию, оттуда в Италию, а затем в 1946 году в Великобританию. Сначала работал на одном из заводов, а затем с 1957 года до выхода на пенсию в строительно-конструкторском бюро.
7 апреля 1951 года получил полномочия Стяпонаса Кайриса представлять ЛСДП на конференции Социалистического союза Центральной и Восточной Европы, проходившей в Лондоне. 7 сентября 1951 года на учредительной конференции оргкомитета ЛСДП в Великобритании был избран председателем этого комитета.
С 1975 по 1991 год был генеральным секретарем всех трех отделений иностранной делегации ЛСДП. С 1952 года был представителем Второго конгресса Социалистического Интернационала в Милане до 1989 года. Во время XVIII-го конгресса СИ в Стокгольме ЛСДП была представлена на всех мероприятиях Социнтерна.
В 1989 году в конгрессе Социалистического союза Центральной и Восточной Европы, проходившем в Стокгольме вместе с конгрессом СИ, был избран казначеем союза. В 1990 году на заседании совета СИ в Каире председателю ЛСДП восстановить истинное членство данной партии в Социалистическом Интернационале помог профессор Казимир Антанавичюс.
В 1953 году избран членом правления ДБ Литовского Союза, с 1956 года являлся председателем ДБЛС, с 1975 года — его почетным членом. В 1963 году был избран председателем Лондонского Литовского дискуссионного клуба. Он также активно работал в других общественных организациях и профсоюзах.
С 16 лет сотрудничал с газетами «Lietuvos žinios», «Darbe», «Europos Lietuvyje», «Keleivyje» (под псевдонимом Я. Рудокас), «Darbininkų balsą» и «Mintis», а в 80-х годах был редактором газеты «Europos lietuvis». Исследовал историю дипломатических отношений между Литвой и Великобританией, писал историю ЛСДП.